# Montaigu (Jura)
Pour les articles homonymes, voir Montaigu.

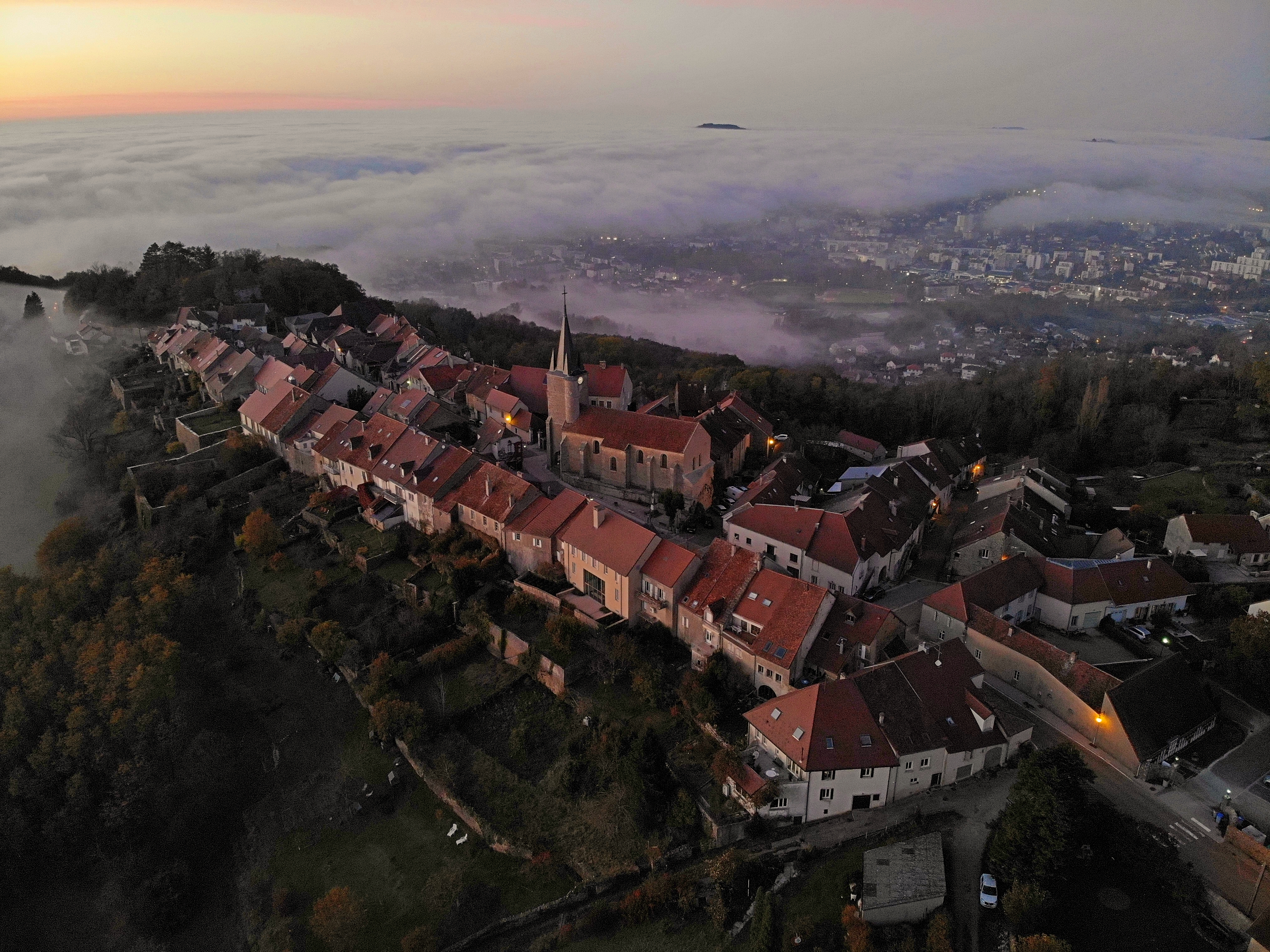
Montaigu vu du ciel

Montaigu est une commune française située dans le département du Jura, dans la région culturelle et historique de Franche-Comté et la région administrative Bourgogne-Franche-Comté.

## Géographie
Sur une forte pente, Montaigu domine la ville de Lons-le-Saunier.

### Climat
Pour des articles plus généraux, voir Climat de la Bourgogne-Franche-Comté et Climat du département du Jura.
En 2010, le climat de la commune est de type climat de montagne, selon une étude du Centre national de la recherche scientifique s'appuyant sur une série de données couvrant la période 1971-2000. En 2020, Météo-France publie une typologie des climats de la France métropolitaine dans laquelle la commune est exposée à un climat semi-continental et est dans la région climatique  Jura, caractérisée par une forte pluviométrie en toutes saisons (1 000 à 1 500 mm/an), des hivers rigoureux et un ensoleillement médiocre. 
Pour la période 1971-2000, la température annuelle moyenne est de 10,2 °C, avec une amplitude thermique annuelle de 17,2 °C. Le cumul annuel moyen de précipitations est de 1 333 mm, avec 13,1 jours de précipitations en janvier et 9 jours en juillet. Pour la période 1991-2020, la température moyenne annuelle observée sur la station météorologique de Météo-France la plus proche, « Lons le Saunier », sur la commune de Montmorot à 3 km à vol d'oiseau, est de 11,8 °C et le cumul annuel moyen de précipitations est de 1 147,4 mm. 
La température maximale relevée sur cette station est de 39,8 °C, atteinte le 12 août 2003 ; la température minimale est de −19,6 °C, atteinte le 9 janvier 1985,,. 
Les paramètres climatiques de la commune ont été estimés pour le milieu du siècle (2041-2070) selon différents scénarios d'émission de gaz à effet de serre à partir des nouvelles projections climatiques de référence DRIAS-2020. Ils sont consultables sur un site dédié publié par Météo-France en novembre 2022.

## Urbanisme

### Typologie
Au 1er janvier 2024, Montaigu est catégorisée ceinture urbaine, selon la nouvelle grille communale de densité à sept niveaux définie par l'Insee en 2022.
Elle appartient à l'unité urbaine de Lons-le-Saunier, une agglomération intra-départementale regroupant onze  communes, dont elle est une commune de la banlieue,,. Par ailleurs la commune fait partie de l'aire d'attraction de Lons-le-Saunier, dont elle est une commune de la couronne,. Cette aire, qui regroupe 139 communes, est catégorisée dans les aires de 50 000 à moins de 200 000 habitants,.

### Occupation des sols
L'occupation des sols de la commune, telle qu'elle ressort de la base de données européenne d’occupation biophysique des sols Corine Land Cover (CLC), est marquée par l'importance des territoires agricoles (62,8 % en 2018), en diminution par rapport à 1990 (72,1 %). La répartition détaillée en 2018 est la suivante : 
forêts (30,3 %), prairies (25,9 %), zones agricoles hétérogènes (24,7 %), terres arables (12,2 %), zones urbanisées (6,7 %), espaces verts artificialisés, non agricoles (0,2 %). L'évolution de l’occupation des sols de la commune et de ses infrastructures peut être observée sur les différentes représentations cartographiques du territoire : la carte de Cassini (XVIIIe siècle), la carte d'état-major (1820-1866) et les cartes ou photos aériennes de l'IGN pour la période actuelle (1950 à aujourd'hui).

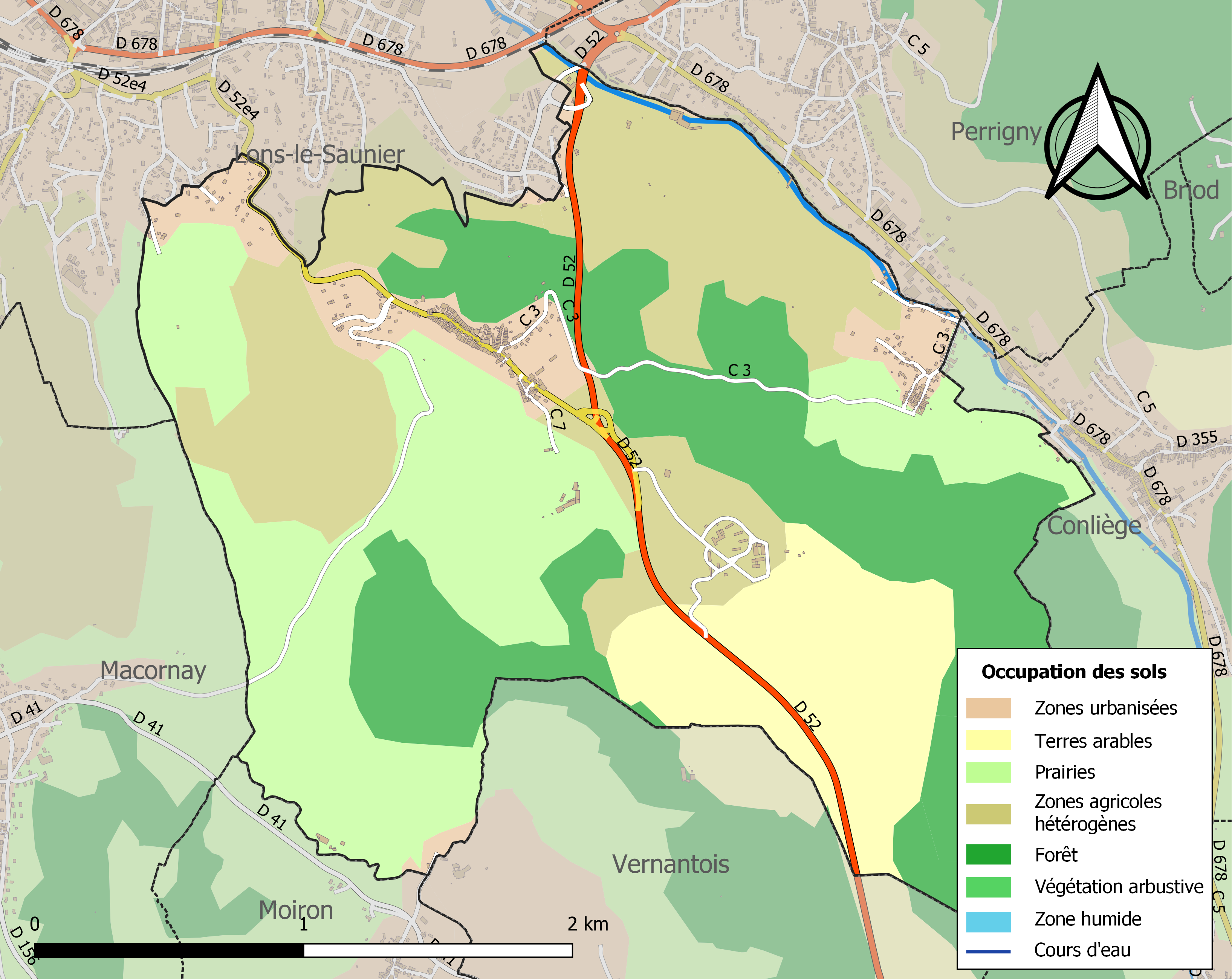
Carte des infrastructures et de l'occupation des sols de la commune en 2018 (CLC).

## Histoire
Le château et la seigneurie de Montaigu, relèvent de la maison de Bourgogne-Auxonne-Chalon au moins depuis le début du XIIIe siècle : Étienne II ou III comte d'Auxonne et prétendant à la comté de Bourgogne, arrière-petit-fils du comte de Bourgogne Étienne Ier, y élève un château sur la montagne Mons Acutus dominant la ville antique de Chavenay/Cavenniacum et le prieuré Saint-Martin détruit en 1208. Un accord de 1208 avec Thiébaud abbé de Baume-les-Messieurs régularise la situation : Étienne reconnaît tenir son fief de l'abbé. Au moins depuis le XIIe siècle, il y avait aussi une famille féodale locale, les de Chavenay.
Associé au fief du bourg de Lons-le-Saunier, Montaigu passe dans la suite du XIIIe siècle au fils d'Étienne, Jean le Sage ou l'Antique comte de Chalon, à son petit-fils Hugues comte de Bourgogne, puis au fils cadet de ce dernier, Renaud comte de Montbéliard. Alix, la dernière fille du comte Renaud, est dame de Montaigu, du bourg de Lons et de Montfleur ; elle épouse Jean II de Chalon-Auxerre comte d'Auxerre et de Tonnerre : ainsi Montaigu, Montfleur et le bourg de Lons-le-Saunier vont à des cousins, aussi issus de Jean l'Antique, les Chalon-Auxerre-Tonnerre, notamment leur branche cadette de Châtelbelin (Tristan, fils cadet d'Alix et du comte Jean II d'Auxerre et Tonnerre, assassiné en 1369, sire d'Orgelet, Arinthod, Dramelay, Châtel-Belin, Monnet, Montfleur, Rochefort, Montaigu ; puis son propre fils Jean, mort sans postérité en 1396 à Nicopolis, dont hérite son petit-cousin Louis II ci-après, comte de Tonnerre, arrière-petit-fils de Jean II). En 1364, un accord entre les châteaux de Pymont et Montaigu et la ville de Lons-le-Saunier précise qu'en cas de danger, des cornes d'appel serviraient à lancer un appel à l'aide ; des secours devront être portés à celui qui cornera.
Endetté et dissipateur (comme son père Louis Ier, et surtout ses oncle et grand-père Jean IV et Jean III de Chalon-Auxerre qui ont cédé en 1370 leur comté d'Auxerre au roi Charles V), Louis II de Chalon-Tonnerre cède vers 1400 ses biens comtois — dont Montaigu et le bourg de Lons — à son cousin Jean III de Chalon-Arlay prince d'Orange (aussi issu de Jean l'Antique et, en lignée féminine, du comte Renaud de Montbéliard). Il y eut également des interventions des suzerains : le duc-comte de Bourgogne puis les Habsbourg (aussi issus de Jean le Sage et du comte Hugues ci-dessus).
Philibert de Chalon-Arlay, prince d'Orange, baron de Lons et d'Arlay, arrière-arrière-petit-fils de Jean III ci-dessus, est sire de Montaigu de 1502 à 1530, puis son neveu René de Chalon, † 1544, et les héritiers de ce dernier, les stathouders Orange-Nassau. Mais le Taciturne est confisqué et mis au ban de l'Empire en mars 1580 par Philippe II pour sa rébellion. Ses héritiers retrouveront ses biens (en 1601 : son fils Frédéric-Henri, 1584-1647, père de Guillaume II de Nassau), mais de nouvelles saisies interviendront en 1621-1648 et 1674-1678.
En règlement d'un différend ouvert depuis fort longtemps,,, Guillaume III (1650-1702 ; fils de Guillaume II de Nassau, 1626-1650 ; par ailleurs roi d'Angleterre en 1689), cède finalement ses biens francs-comtois de mauvaise grâce, le 17 mai 1684, au deuxième prince d'Isenghien (Izegem), Jean-Alphonse de Gand-Vilain de Merode, cinquième comte de Middelbourg (1655-1687),. En fait, le procès-fleuve continue : contestation par Guillaume III lui-même au traité de Ryswick en 1697 ; puis par les Hohenzollern en 1702, électeurs de Brandebourg, rois de Prusse et héritiers des Nassau en tant que descendants en lignée féminine du stathouder Frédéric-Henri. Les fils de Jean-Alphonse Louis de Gand-Vilain (1678-1767, troisième prince d'Isenghien) et son frère cadet Alexandre-Maximilien-Balthazar de Gand-Vilain (1683-1759, septième comte de Middelbourg, alias « le comte de Mérode ») entrent enfin en possession de l'héritage le 4 avril 1730 par jugement du Conseil du roi Louis XV. Puis la fille d'Alexandre-Balthazar, Elisabeth-Pauline (1737-guillotinée le 6 février 1794 ; c'est la fameuse dame d'Arlay et de Nozeroy), épouse en 1755 Louis-Léon-Félicité de Brancas duc de Villars et de Lauraguais : parents de Pauline-Louise de Brancas (1755-1812), femme de Louis-Engelbert duc d'Arenberg et d'Arschot (1750-1820), d'où postérité.
Vers 1641-1642 le fameux capitaine Lacuzon, alias Claude Prost, s'installe aux châteaux de Montaigu et de Saint-Laurent-la-Roche : la geste de cet aventurier le place au carrefour d'un généreux patriote, vrai « Robin-des-Bois » franc-comtois, et d'un opportuniste, seigneur brigand, soudard et prédateur. Mandaté officiellement par les autorités espagnoles, il résiste à l'invasion française sous Louis XIII et Louis XIV (après celle survenue sous Henri IV). Mais en 1668 lors de la guerre de dévolution, les Français détruisent de fond en comble ses châteaux de Montaigu et Saint-Laurent (Lacuzon avait aussi occupé le château de Binans en 1671), et il doit s'exiler en 1674 puis en 1680-1681 à Milan où il meurt en décembre 1681.
La saline de Montaigu est exploitée de 1892 à 1959.

## Héraldique
|  | Les armes de la commune se blasonnent ainsi : De gueules au croissant d'argent. |

## Politique et administration
| Période   | Période   | Identité        | Étiquette | Qualité  |
| --------- | --------- | --------------- | --------- | -------- |
| 1995      | 2001      | Jean-Luc Mayet  | ECO       |          |
| mars 2001 | mars 2008 | Claude Garcin   | SE        |          |
| mars 2008 | juin 2020 | Martial Vincent | DVD       | Retraité |
| juin 2020 | En cours  | Patrick Neilz   | PCF       | Retraité |

## Démographie
L'évolution du nombre d'habitants est connue à travers les recensements de la population effectués dans la commune depuis 1793. Pour les communes de moins de 10 000 habitants, une enquête de recensement portant sur toute la population est réalisée tous les cinq ans, les populations de référence des années intermédiaires étant quant à elles estimées par interpolation ou extrapolation. Pour la commune, le premier recensement exhaustif entrant dans le cadre du nouveau dispositif a été réalisé en 2008.

En 2022, la commune comptait 421 habitants, en évolution de −6,65 % par rapport à 2016 (Jura : −0,81 %, France hors Mayotte : +2,11 %).
| 1793 | 1800 | 1806 | 1821 | 1831 | 1836 | 1841 | 1846 | 1851 |
| ---- | ---- | ---- | ---- | ---- | ---- | ---- | ---- | ---- |
| 738  | 758  | 748  | 723  | 805  | 783  | 745  | 783  | 780  |

| 1856 | 1861 | 1866 | 1872 | 1876 | 1881 | 1886 | 1891 | 1896 |
| ---- | ---- | ---- | ---- | ---- | ---- | ---- | ---- | ---- |
| 700  | 705  | 743  | 766  | 771  | 777  | 716  | 653  | 643  |

| 1901 | 1906 | 1911 | 1921 | 1926 | 1931 | 1936 | 1946 | 1954 |
| ---- | ---- | ---- | ---- | ---- | ---- | ---- | ---- | ---- |
| 617  | 624  | 580  | 515  | 563  | 586  | 580  | 637  | 666  |

| 1962 | 1968 | 1975 | 1982 | 1990 | 1999 | 2006 | 2008 | 2013 |
| ---- | ---- | ---- | ---- | ---- | ---- | ---- | ---- | ---- |
| 801  | 601  | 628  | 587  | 536  | 506  | 505  | 500  | 472  |

| 2018 | 2022 | - | - | - | - | - | - | - |
| ---- | ---- | - | - | - | - | - | - | - |
| 422  | 421  | - | - | - | - | - | - | - |

## Lieux et monuments

### Voies
| 39 odonymes recensés à Montaigu au 23 novembre 2013 | 39 odonymes recensés à Montaigu au 23 novembre 2013 | 39 odonymes recensés à Montaigu au 23 novembre 2013 | 39 odonymes recensés à Montaigu au 23 novembre 2013 | 39 odonymes recensés à Montaigu au 23 novembre 2013 | 39 odonymes recensés à Montaigu au 23 novembre 2013 | 39 odonymes recensés à Montaigu au 23 novembre 2013 | 39 odonymes recensés à Montaigu au 23 novembre 2013 | 39 odonymes recensés à Montaigu au 23 novembre 2013 | 39 odonymes recensés à Montaigu au 23 novembre 2013 | 39 odonymes recensés à Montaigu au 23 novembre 2013 | 39 odonymes recensés à Montaigu au 23 novembre 2013 | 39 odonymes recensés à Montaigu au 23 novembre 2013 | 39 odonymes recensés à Montaigu au 23 novembre 2013 | 39 odonymes recensés à Montaigu au 23 novembre 2013 | 39 odonymes recensés à Montaigu au 23 novembre 2013 |
| Allée                                               | Avenue                                              | Bld                                                 | Chemin                                              | Cours                                               | Impasse                                             | Montée                                              | Passage                                             | Place                                               | Quai                                                | Rd-point                                            | Route                                               | Rue                                                 | Ruelle                                              | Autres                                              | Total                                               |
| --------------------------------------------------- | --------------------------------------------------- | --------------------------------------------------- | --------------------------------------------------- | --------------------------------------------------- | --------------------------------------------------- | --------------------------------------------------- | --------------------------------------------------- | --------------------------------------------------- | --------------------------------------------------- | --------------------------------------------------- | --------------------------------------------------- | --------------------------------------------------- | --------------------------------------------------- | --------------------------------------------------- | --------------------------------------------------- |
| 0                                                   | 1                                                   | 0                                                   | 14                                                  | 0                                                   | 0                                                   | 0                                                   | 0                                                   | 2                                                   | 0                                                   | 0                                                   | 4                                                   | 10                                                  | 0                                                   | 8                                                   | 39                                                  |
| Notes « N »                                         |                                                     |                                                     |                                                     |                                                     |                                                     |                                                     |                                                     |                                                     |                                                     |                                                     |                                                     |                                                     |                                                     |                                                     |                                                     |
| Sources : rue-ville.info & OpenStreetMap            |                                                     |                                                     |                                                     |                                                     |                                                     |                                                     |                                                     |                                                     |                                                     |                                                     |                                                     |                                                     |                                                     |                                                     |                                                     |

### Édifices

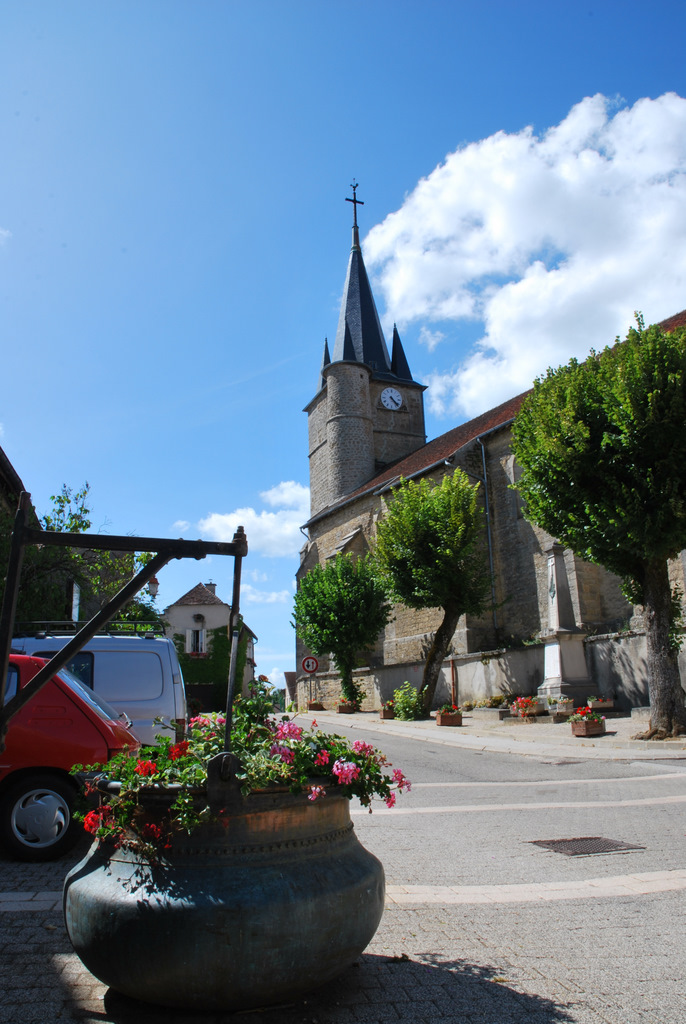
L'église de Montaigu.

- Église de Montaigu

## Philatélie
En 2006, un timbre de 0,53 euro multicolore est émis. Il représente Rouget de Lisle chantant la Marseillaise d'après le tableau d'Isidore Pils, avec à gauche le village de Montaigu et à droite la ville de Lons-le-Saunier. Il a bénéficié de deux cachets premier jour, un à Paris le 13 juillet et un second à Lons-Le Saunier le 14 juillet. Il porte le numéro YT 3939.

## Personnalités liées à la commune
(par ordre chronologique de naissance)
- Lacuzon [Claude Prost] (Longchaumois, Jura v. 1607 - Milan, Italie 1681) : résistant et indépendantiste comtois ; devint gouverneur de l'ancien château de Montaigu (où il installa, de l'automne 1640 à la Toussaint 1641, son quartier général).
- Claude Joseph Rouget de Lisle (Lons-le-Saunier, Jura 1760 - Choisy-le-Roi, Val-de-Marne 1836) : poète ; auteur de La Marseillaise. Il passa son enfance à Montaigu et aussi quelques années à partir de 1812, dans la maison paternelle sise chemin de Vatagna/rue du 25 août 1944[33].
- Germaine Peyroles (1902-1979), avocate, femme politique, députée, née à Montaigu.
- Paul-Émile Victor (1907-1995),  explorateur polaire, scientifique, ethnologue, écrivain français, fondateur et patron des expéditions polaires françaises[34].